# Pantera (grup)
Pantera és un grup de Heavy metal estatunidenc format a Arlington (Texas), l'any 1981. Tot i publicar el seu primer àlbum l'any 1983, no es van donar a conèixer fins set anys més tard, en publicar l'àlbum Cowboys from Hell. A partir d'aquí, Pantera va esdevenir un dels grups de heavy metal més influents a la dècada del 1990, a més de ser considerat sovint com un dels grups més importants de la història del gènere musical.
Per culpa dels conflictes interns entre els membres del grup, especialment entre el cantant Phil Anselmo i el guitarrista i fundador del grup, Dimebag Darrell, Pantera es va dissoldre l'any 2003. L'any següent, Dimebag Darrell va ser disparat de mort mentre actuava en un concert amb el seu nou grup, Damageplan.

A l'any 2022 el grup retorna amb alguns membres canviats.

## Discografia
- 1983: Metal Magic
- 1984: Projects in the Jungle
- 1985: I Am the Night
- 1988: Power Metal
- 1990: Cowboys from Hell
- 1992: Vulgar Display of Power
- 1994: Far Beyond Driven
- 1996: The Great Southern Trendkill
- 2000: Reinventing the Steel